# Великая Уголька
Великая Уголька (в низовье просто Уголька; укр. Велика Уголька) — река в Украинских Карпатах, на территории Тячевского района Закарпатской области. Левый приток Теребли (бассейн Тисы).

## Расположение
Берёт начало на южных склонах горы Менчул (Полонинский хребет), к северу от села Великая Уголька. Течёт преимущественно с севера на юг, только в нижнем течении делает два поворота почти под прямым углом — сначала на запад, затем на юг.

## Описание
Длина реки 27 км, площадь бассейна 159 км². Долина V-образная, шириной 20-70 м, местами до 100—200 м. Русло слабоизвилистое, много порожистых участков, есть небольшие водопады. Уклон реки 42 м/км. Берега на отдельных участках укреплены.
Основные притоки: Рункульский, Дальний (левые); Малая Уголька, Одар (правые). Река протекает через села Великая Уголька и Угля.